# Wladimir Jewgenjewitsch Krutow
Wladimir Jewgenjewitsch Krutow (russisch Владимир Евгеньевич Крутов; * 1. Juni 1960 in Moskau, Russische SFSR; † 6. Juni 2012 ebenda) war ein russischer Eishockeyspieler und -trainer, der insbesondere während seiner aktiven Karriere als Spieler große Erfolge mit dem Armeesportklub ZSKA Moskau sowie der Nationalmannschaft der UdSSR feierte. Er war der linke Flügelstürmer der KLM-Reihe um Igor Larionow und Sergei Makarow.

## Karriere
Wladimir Krutow begann seine Karriere in der sowjetischen Liga im Jahre 1977. Fast sofort wurde er in die Sowjetische Nationalmannschaft berufen, für die er eine Junioren-Europameisterschaft, zwei Junioren-Weltmeisterschaften, sieben Eishockey-Weltmeisterschaften, drei Canada Cups und drei Olympische Winterspiele bestritt. Er gewann eine Goldmedaille bei der Junioren-Weltmeisterschaft 1979 und wurde bei den Turnieren 1979 und 1980 als Topscorer ausgezeichnet. Mit der Sowjetischen Nationalmannschaft konnte er in den Jahren 1981, 1982, 1983, 1986 und 1989 bei den Eishockey-Weltmeisterschaften gewinnen und 1981 den Canada Cup. Darüber hinaus wurde er in den Jahren 1983, 1985 und 1987 in das All-Star-Team gewählt. 
Bei den Olympischen Winterspielen, gewann er ebenfalls mit der sowjetischen Nationalmannschaft zweimal eine Goldmedaille (1984 und 1988) und eine Silbermedaille (1980).
Zusammen mit Igor Larionow und Sergej Makarow bildete er die legendäre KLM-Reihe (auch Green Line), die als die beste und talentierteste Sturmreihe, die jemals Eishockey spielte, angesehen wird. 1981 wurde er als Verdienter Meister des Sports der UdSSR ausgezeichnet. 1987 wurde Krutow von der Tageszeitung Iswestija mit dem Goldenen Schläger als bester europäischer Spieler des Jahres ausgezeichnet.
Nach dieser Zeit im sowjetischen Eishockey ging er 1989 zu den Vancouver Canucks, von welchen er beim NHL Entry Draft 1986 in der 11. Runde an 238. Stelle ausgewählt worden war. In der Saison 1989/90 – seiner einzigen in der National Hockey League – erzielte er elf Tore und 23 Assists in 61 Spielen. Nach dieser schwachen Spielzeit trennte sich das Team von Krutow. Aufgrund dieses Abgangs kam es zu gerichtlichen Forderungen seinerseits an den Verein. Er forderte 2,1 Millionen Dollar und noch bevor ein Urteil gesprochen war, wurde Krutow als höchstbezahlter Flop der NHL-Geschichte bezeichnet.
1990 bis 1992 spielte er in der Schweiz für den Zürcher SC und 1992 bis 1995 in Schweden bei Östersunds IK. Seine Karriere beendete er in der Saison 1995/96 bei Brunflo IK als Spielertrainer. Insgesamt konnte er nie mehr zu seiner Form der 1980er Jahre zurückfinden.
Ab 1996 betreute er die Profimannschaft des HK ZSKA Moskau als Assistenztrainer, ehe er vor der Saison 2000/01 zum Cheftrainer befördert wurde. Im Jahr 2001 trat er – nach einem Schwächeanfall – von seinem Amt als Trainer beim ZSKA zurück. Ab 2002 war er Direktor der Staatlichen Sport-Hochschule, welche den jährlichen russischen Sportwettkampf der Spartakiade ausrichtet. Zudem spielte er im Team der Altherren-Mannschaft Legend Chokkeja (russisch Легенд хоккея) mit anderen ehemaligen Stars der Sbornaja.
Krutow war verheiratet, sein Sohn Alexei Krutow war ebenfalls ein professioneller Eishockeyspieler. Krutow starb am 6. Juni 2012 in einer Moskauer Klinik an inneren Blutungen aufgrund einer Leberzirrhose.

## Karrierestatistik

### International
(Legende zur Spielerstatistik: Sp oder GP = absolvierte Spiele; T oder G = erzielte Tore; V oder A = erzielte Assists; Pkt oder Pts = erzielte Scorerpunkte; SM oder PIM = erhaltene Strafminuten; +/− = Plus/Minus-Bilanz; PP = erzielte Überzahltore; SH = erzielte Unterzahltore; GW = erzielte Siegtore; 1 Play-downs/Relegation; Kursiv: Statistik nicht vollständig)

## Erfolge und Auszeichnungen

### Nationale Wettbewerbe
| - 1978: Europapokal-Gewinn mit ZSKA Moskau - 1979: Europapokal-Gewinn mit ZSKA Moskau - 1979: Sowjetischer Meister mit ZSKA Moskau - 1979: Sowjetischer Pokalsieger mit ZSKA Moskau - 1980: Europapokal-Gewinn mit ZSKA Moskau - 1980: Sowjetischer Meister mit ZSKA Moskau - 1980: Tri Bombardira (gemeinsam mit Boris Michailow und Waleri Charlamow sowie drei Spielern von Spartak Moskau) - 1981: Europapokal-Gewinn mit ZSKA Moskau - 1981: Sowjetischer Meister mit ZSKA Moskau - 1981: Tri Bombardira (gemeinsam mit Sergei Makarow und Wiktor Schluktow) - 1982: Europapokal-Gewinn mit ZSKA Moskau - 1982: Sowjetischer Meister mit ZSKA Moskau - 1982: Tri Bombardira (gemeinsam mit Sergei Makarow und Igor Larionow) - 1983: Europapokal-Gewinn mit ZSKA Moskau - 1983: Sowjetischer Meister mit ZSKA Moskau - 1983: Tri Bombardira (gemeinsam mit Sergei Makarow und Igor Larionow) - 1984: Europapokal-Gewinn mit ZSKA Moskau - 1984: Sowjetischer Meister mit ZSKA Moskau - 1984: Bester Torschütze der Wysschaja Liga | - 1984: Tri Bombardira (gemeinsam mit Sergei Makarow und Igor Larionow) - 1985: Europapokal-Gewinn mit ZSKA Moskau - 1985: Sowjetischer Meister mit ZSKA Moskau - 1985: Tri Bombardira (gemeinsam mit Sergei Makarow und Igor Larionow) - 1986: Europapokal-Gewinn mit ZSKA Moskau - 1986: Sowjetischer Meister mit ZSKA Moskau - 1986: Bester Torschütze der Wysschaja Liga - 1986: Tri Bombardira (gemeinsam mit Sergei Makarow und Igor Larionow) - 1987: Europapokal-Gewinn mit ZSKA Moskau - 1987: Sowjetischer Meister mit ZSKA Moskau - 1987: Bester Torschütze der Wysschaja Liga - 1987: Tri Bombardira (gemeinsam mit Sergei Makarow und Igor Larionow) - 1987: All-Star-Team der Wysschaja Liga - 1988: Europapokal-Gewinn mit ZSKA Moskau - 1988: Sowjetischer Meister mit ZSKA Moskau - 1988: Sowjetischer Pokalsieger mit ZSKA Moskau - 1989: Europapokal-Gewinn mit ZSKA Moskau - 1989: Sowjetischer Meister mit ZSKA Moskau - 1989: Tri Bombardira (gemeinsam mit Sergei Makarow und Igor Larionow) |

### Internationale Wettbewerbe
| - 1978: Silbermedaille bei der U18-Junioren-Europameisterschaft - 1979: Goldmedaille bei der U20-Junioren-Weltmeisterschaft - 1979: Bester Stürmer der U20-Junioren-Weltmeisterschaft - 1979: Topscorer der U20-Junioren-Weltmeisterschaft - 1979: Bester Torschütze der U20-Junioren-Weltmeisterschaft - 1979: Bester Vorlagengeber der U20-Junioren-Weltmeisterschaft - 1979: All-Star-Team der U20-Junioren-Weltmeisterschaft - 1980: Goldmedaille bei der U20-Junioren-Weltmeisterschaft - 1980: Bester Stürmer der U20-Junioren-Weltmeisterschaft - 1980: Topscorer der U20-Junioren-Weltmeisterschaft - 1980: Bester Torschütze der U20-Junioren-Weltmeisterschaft - 1980: All-Star-Team der U20-Junioren-Weltmeisterschaft - 1980: Silbermedaille bei den Olympischen Winterspielen - 1981: Goldmedaille bei der Weltmeisterschaft - Goldmedaille bei der Europameisterschaft - 1981: Goldmedaille beim Canada Cup - 1982: Goldmedaille bei der Weltmeisterschaft - Goldmedaille bei der Europameisterschaft - 1983: Goldmedaille bei der Weltmeisterschaft - Goldmedaille bei der Europameisterschaft - 1983: All-Star-Team der Weltmeisterschaft - 1984: Goldmedaille bei den Olympischen Winterspielen | - 1984: Bronzemedaille beim Canada Cup - 1985: Bronzemedaille bei der Weltmeisterschaft - Goldmedaille bei der Europameisterschaft - 1985: All-Star-Team der Weltmeisterschaft - 1986: Goldmedaille bei der Weltmeisterschaft - Goldmedaille bei der Europameisterschaft - 1986: Bester Stürmer der Weltmeisterschaft - 1986: All-Star-Team der Weltmeisterschaft - 1987: Silbermedaille bei der Weltmeisterschaft - Goldmedaille bei der Europameisterschaft - 1987: Bester Stürmer der Weltmeisterschaft - 1987: Topscorer der Weltmeisterschaft - 1987: Bester Torschütze der Weltmeisterschaft - 1987: All-Star-Team der Weltmeisterschaft - 1987: Silbermedaille beim Canada Cup - 1987: All-Star-Team des Canada Cups - 1988: Goldmedaille bei den Olympischen Winterspielen - 1988: Topscorer der Olympischen Winterspiele - 1988: Bester Torschütze der Olympischen Winterspiele - 1988: Bester Vorlagengeber der Olympischen Winterspiele - 1989: Goldmedaille bei der Weltmeisterschaft - Goldmedaille bei der Europameisterschaft |

### Sonstige
| - 1980: Medaille „Für Auszeichnung in der Arbeit“ - 1981: Verdienter Meister des Sports der UdSSR im Eishockey - 1982: Orden der Völkerfreundschaft - 1988: Orden des Roten Banners der Arbeit | - 1989: Medaille „Für einwandfreien Dienst“ III. Klasse - 2010: Aufnahme in die IIHF Hall of Fame - 2011: Russischer Orden der Ehre |